# Oenoe minimella
Oenoe minimella är en fjärilsart som beskrevs av Forbes 1930. Oenoe minimella ingår i släktet Oenoe och familjen äkta malar. Inga underarter finns listade i Catalogue of Life.